# Hindalgi
Hindalgi é uma vila no distrito de Belgaum, no estado indiano de Karnataka.

## Demografia
Segundo o censo de 2001, Hindalgi tinha uma população de 10 857 habitantes. Os indivíduos do sexo masculino constituem 54% da população e os do sexo feminino 46%. Hindalgi tem uma taxa de literacia de 79%, superior à média nacional de 59,5%: a literacia no sexo masculino é de 82% e no sexo feminino é de 76%. Em Hindalgi, 11% da população está abaixo dos 6 anos de idade.